# کاترین کبیر (فیلم ۱۹۹۵)
کاترین کبیر (انگلیسی: Catherine the Great) فیلمی است که در سال ۱۹۹۵ منتشر شد. از بازیگران آن می‌توان به کاترین زیتا جونز اشاره کرد.